# Julus
Genre
Julus est un genre de myriapodes ( « mille-pattes » ) diplopodes de la famille des Julidae (iules).

## Liste des espèces
Selon BioLib (25 février 2023) et Fauna Europaea (25 février 2023) :
- Julus curvicornis Verhoeff, 1899
- Julus scandinavius Latzel, 1884
- Julus scanicus Lohmander, 1925
- Julus terrestris Linnaeus, 1758

Noms en synonymie
- Julus elegans, un synonyme de Centrobolus elegans